# Pararendzina

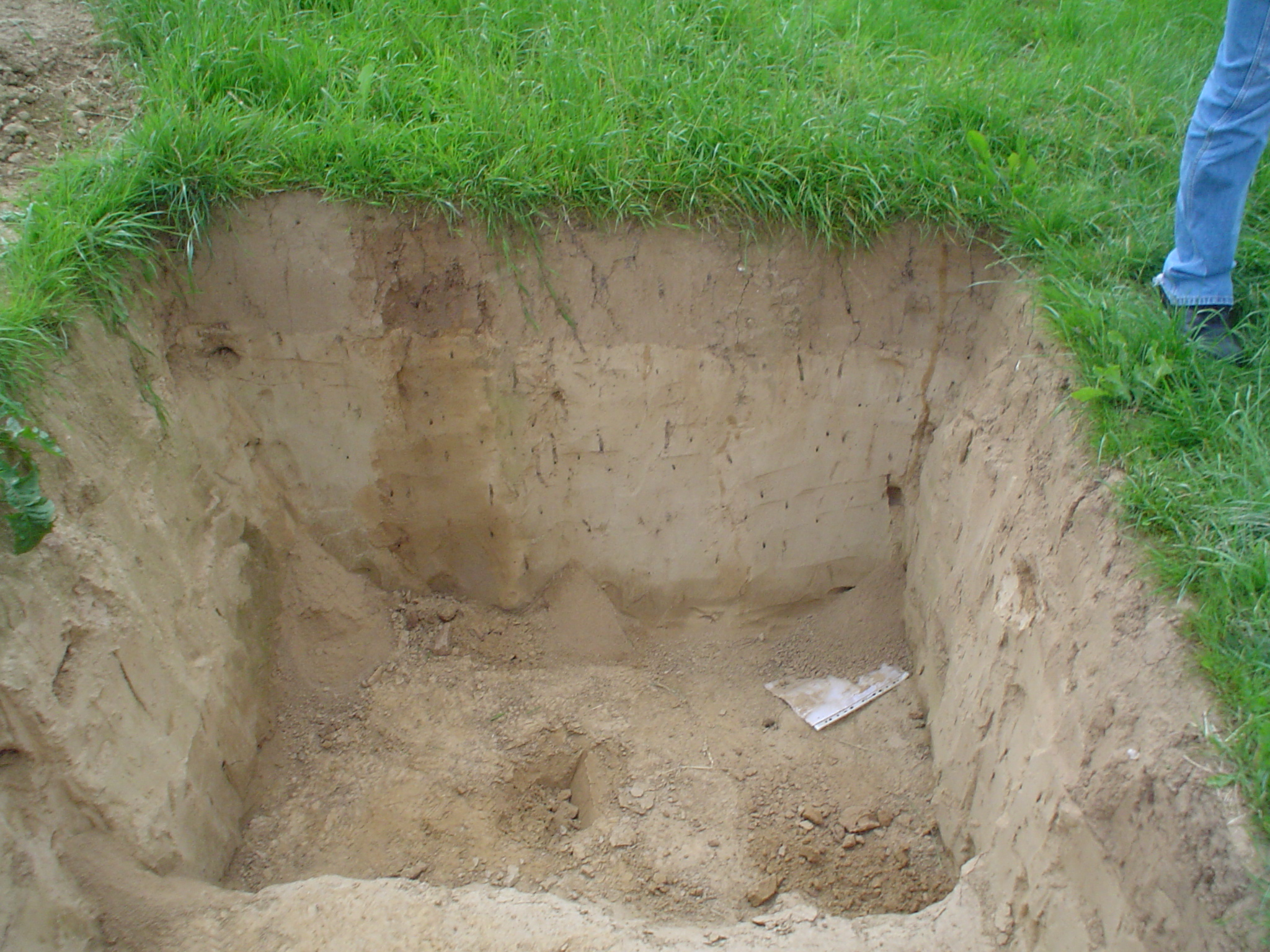
Pararendzina auf Löß

Die Pararendzina ist ein Bodentyp, der sich in einem frühen Stadium der Bodenbildung auf mergeligem Ausgangsmaterial (Kalkgehalt > 2 Gew.% und < 75 %) bildet. Dabei kommen feste oder lockere Materialien wie Kiesel- oder Silikatgestein, Lehmmergel oder Löss in Frage. Der Bodentyp weist zwei Horizonte auf und wird in die Klasse R (Ah/C Böden) eingeteilt. Seine Abkürzung lautet RZ.

## Entstehung und Verbreitung
Auf freien Oberflächen kommt es relativ schnell zu einer Besiedlung mit Pionierpflanzen. Wenn sich ein geringmächtiger humoser Horizont gebildet hat, wird das Anfangsstadium der Bodenbildung erreicht (Lockersyrosem auf Lockermaterialien bzw. Syrosem auf Festgestein). Sobald diese humose Lage eine Mächtigkeit von über 2 cm hat, wird die Klasse der Ah/C-Böden erreicht, zu denen auch die Pararendzina gehört. Damit ist die Bodenentwicklung aber nicht abgeschlossen. Im weiteren Verlauf kommt es durch die Verwitterung zur Verbraunung und Verlehmung, so dass sich ein B-Horizont bildet und die Folgestadien erreicht werden. In Mitteleuropa folgt die Braunerde und/oder Parabraunerde; unter Steppenklimaten die Schwarzerde.
Da mergelige, massive Gesteine selten sind, liegen Pararendzinen fast immer auf Lockermaterialien. Diese sind in Mitteleuropa weit verbreitet, etwa in den Lössgebieten Mittel- und Süddeutschlands sowie auf den mit Geschiebemergel bedeckten Grundmoränenlandschaften in Norddeutschland und im Alpenvorland (z. B. Allgäu, Mecklenburg-Vorpommern und Schleswig-Holstein).
Dennoch sind natürlich entstandene Pararendzinen in Mitteleuropa nur wenig verbreitet, da sie durch die Bodenentwicklung schnell in spätere Bodenstadien (z. B. Parabraunerde) übergehen und mergelige Lockermaterialien nur selten an erosionsträchtigen Standorten anliegen. Am ehesten findet man sie an den Steilküsten der südlichen Ostsee, wenn dort anstehender Geschiebemergel durch die Bodenerosion immer wieder freigelegt wird. Bedingt durch die vom Menschen verursachte Bodenerosion sind Pararendzinen heute aber weit verbreitete Böden auf landwirtschaftlichen Nutzflächen.
Pararendzinen können auf natürlichem Wege in trockenen Gebieten (z. B. Kaiserstuhl) durch sekundäre Kalkbildung (Aufstieg von Kalk mit verdunstendem Wasser) auch aus kalziumreichen und siliziumarmen Magmatiten entstehen.

## Horizontierung

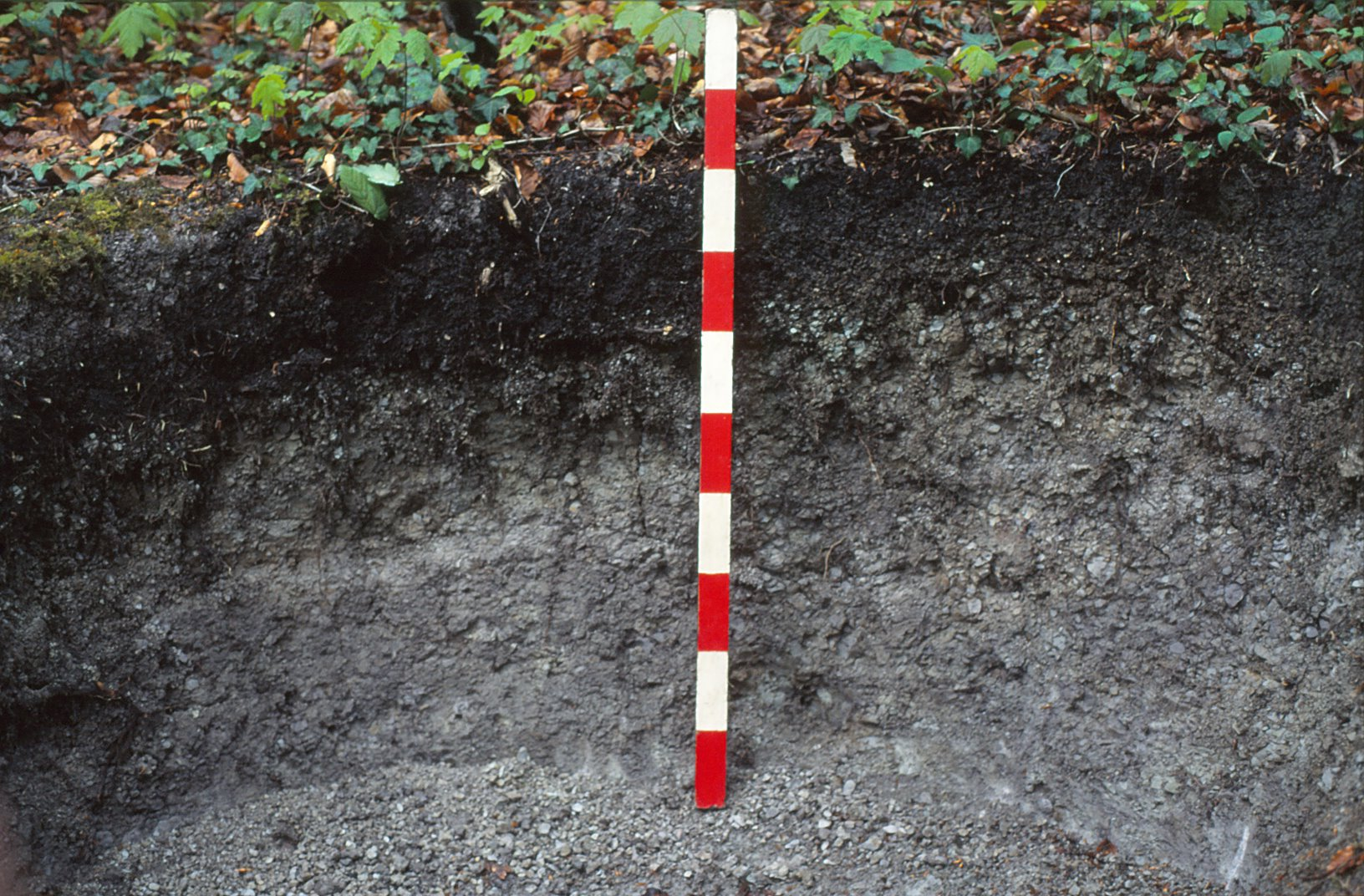
Tonmergel-Pararendzina (Ah-ICv-C) auf Keuper

Die Pararendzina besitzt laut Deutscher Bodensystematik die Horizontierung Ah/eC.
- Ah: Der Oberbodenhorizont (A) ist humos (h). Er besitzt eine Mächtigkeit von mindestens 2 cm und maximal 40 cm. Unter landwirtschaftlicher Nutzung kann auch die Bezeichnung Ap (p = gepflügt) vorkommen.
- eC: Das Ausgangsmaterial (C) ist mergelig (e; Kalkgehalt > 2 Gew.% und < 75 %). In der Regel handelt es sich um Löss oder Jungmoränengeschiebe. Das Material ist weitgehend unverwittert und muss eine Mächtigkeit von mindestens 30 cm haben.

In der internationalen Bodensystematik World Reference Base for Soil Resources (WRB) gehören die Pararendzinen, je nach Ausprägung des Ah-Horizonts, überwiegend zu den Regosolen und Phaeozemen.

## Eigenschaften
Die Eigenschaften der Pararendzina ähneln sehr denen der Rendzina, sind aber im Vergleich leicht abgeschwächt. Dies ist der Grund für die Namensgebung (Para (= scheinbare) Rendzina). Der A-Horizont ist wegen der noch nicht sehr ausgeprägten Entkalkung in der Regel noch carbonathaltig. Dadurch liegt der pH-Wert meist im oberen Bereich zwischen 5 und 7.
Das mergelige Ausgangsmaterial besitzt oft eine Bodenart im Bereich lehmiger Sand mit um die 5 % Ton. Dadurch ist die Versorgung der Pflanzen mit Wasser und Nährstoffen relativ gut. Der Humus liegt meist in der Form Moder bis Mull-Moder vor und hat damit eine relativ gute Qualität. Das C/N-Verhältnis ist eng. Nachteilig ist vor allem der flache humose Bereich. Insgesamt handelt es sich also um Standorte von mittlerer Qualität.

## Nutzung
Natürliche Standorte sind wegen der Erosion nicht nutzbar. Ansonsten sind Ackerbau, Grünland (Weide und Mähweide) und Forstwirtschaft (Buchen) üblich.

## Andere Ah/C-Böden
Neben der Pararendzina gehören noch drei weitere Bodentypen in die Klasse der Ah/C-Böden, die sich diagnostisch vor allem im Kalkgehalt des Ausgangsmaterials unterscheiden:
- Der Ranker entsteht auf kalkarmem bis kalkfreiem Festgestein (Carbonatgehalt ≤ 2 Masse-%). Meist handelt es sich um Sandstein, Granit oder Quarzit.
- Der Regosol bildet sich ebenfalls auf kalkarmem oder -freiem Material (Carbonatgehalt ≤ 2 Masse-%). Allerdings muss es sich hier um Lockermaterial handeln. Dies ist fast immer Sand.
- Die Rendzina liegt auf kalkreichen Materialien (Carbonatgehalt ≥ 75 Masse-%) wie Kalkstein oder Gips.